# شارلوته نوري
شارلوته نوري (بالدنماركية: Charlotte Norrie)‏ هي نسوية ‏ وممرضة دنماركية، ولدت في 12 أكتوبر 1855 في ألتونه في ألمانيا، وتوفيت في 19 ديسمبر 1940 في كوبنهاغن في الدنمارك.

## حياتها المبكرة وعائلتها
ولدت شارلوت في ألتونا، الدنمارك في 12 تشرين الأول عام 1855، والداها هما اللواء جوهانس فيلهيلم أنتونيوس هاربو وزوجته المحسنة لويز أولريك ماريان (هيلسين قبل الزواج). انتقلت إلى كوبنهاغن في عام 1863 بعد أن قضت سنوات حياتها الأولى في ألتونا وريندسبورغ. أمضت أول ثلاث سنوات هناك تعمل مربيةً في جولسكوف مانور بجزيرة فونين، لكن أصبحت متدربة في التمريض في مستشفى المندليج في كوبنهاغن (المستشفى العام) في عام 1880. في السنة اللاحقة اكتسبت المزيد من الخبرة في التمريض خلال عملها في مستشفى الملكة لويز للأطفال. تزوجت من الطبيب غوردن نوري في عام 1885، وكانت قد التقت به في المستشفى العام. أنجب الزوجان ثلاثة أطفال هم: جونس وليم (1886) وإديث (1889) وإينغر (1892).

## دعم التمريض
أقامت شارلوت دورات تمريض في المهارات الأساسية والإسعافات الأولية بدعم من زوجها. وقام الزوجان معاً بتدريب ما يزيد عن 500 امرأة، معظمهن جئن عن طريق اهتمامات والدتها الخيرية. أصبحت نوري تنتقد المعايير المتدنية لتدريب الممرضات في المستشفيات بشكل صريح وخاصةً النهج المتدني للصليب الأحمر الدنماركي. مع بداية العام 1888 أعلنت عن خططها لإنشاء مدرسة خاصة للتمريض في أوغزكريفت، حيث اقترحت جعل التمريض مهنة مناسبة للنساء من الطبقة المتوسطة، لكن هذا لم يحدث حتى عام 1910 حين افتُتحت أول منشأة لتدريب الممرضين في ريجشوسبيتاليت.

## حقوق المرأة
اهتمت نوري بشكل موسع برعاية النساء، فقد انضمت إلى جمعية بناء المرأة، وأصبحت في أواخر التسعينيات عضو لجنة في منظمة حقوق المرأة - جمعية المرأة الدنماركية، فرع كوبنهاغن، حيث كانت نائبة الرئيس من عام 1900 حتى عام 1901. أسست نوري المجلس الدانماركي للمرأة بالتعاون مع إيلي نينستدت، والذي عرف بعدها بوقت قصير باسم المجلس القومي للمرأة الدنماركية (DKN)، عملت هناك في البداية أمينة سر ثم تولت رئاسة المجلس حتى عام 1909، أنشأت لجنة حق التصويت لمنظمات المرأة الدنماركية في عام 1898، ناضلت من أجل حقوق التصويت ليس فقط من أجل النساء اللاتي يعِلن أنفسهن مادياً بل ومن أجل الزوجات اللاتي بحاجة لإعالة أيضاً. أصبحت نوري أحد مؤسسي المجلس الدولي للممرضات (ICN) في مؤتمر المجلس الدولي للمرأة في عام 1899 الذي أقيم لندن.
ترأست نوري المجلس الدنماركي للممرضين لعدة أشهر فقط على الرغم من جهودها لإنشاء منظمة دنماركية تُعنى بتحسين ظروف العمل والتدريب للممرضين، فقد واجهت معارضة من ممرضي المستشفى الذين أرادوا أن ترأسهم ممرضة مؤهلة بشكل كامل. نتيجةً لذلك صبت اهتمامها على حق التصويت للمرأة، وساعدت بإنشاء الحلف الدولي لحق المرأة في التصويت في برلين عام 1904. كانت مساهمة فعالة في إنشاء رابطة الدفاع عن المرأة الدنماركية وكانت عضواً نشطاً فيها، وقد ترأستها حتى عام 1915، وكان عدد أعضاء المنظمة نحو خمسين ألفاً. ثم أنشأت نادي النساء الناخبات وذلك لتشجيع النساء على الترشح للانتخابات. وفي النهاية عادت إلى طموحها الأول في التمريض من العام 1920 إلى العام 1927 وأنشأت مدرسة إجرا للتمريض والإسعافات الأولية.
توفيت شارلوت نوري في كوبنهاغن في 19 كانون الأول عام 1940 وقد دفنت في هلسنغور.